# ماوریس وایت
ماوریس وایت (انگلیسی: Maurice White؛ زادهٔ ۱۹ دسامبر ۱۹۴۱-درگذشتهٔ ۳ فوریهٔ ۲۰۱۶) یک خواننده و ترانه‌سرا اهل ایالات متحده آمریکا بود. وی از سال ۱۹۶۱ میلادی تا پایان زندگی‌اش مشغول فعالیت بود.